# Mina de Yanacocha
El yacimiento de Yanacocha es una mina aurífera peruana considerada la más grande de América del Sur y la cuarta a nivel mundial. Se ubica entre los distritos de Cajamarca, La Encañada y Baños del Inca (provincia de Cajamarca) y en menor medida en el distrito de Tumbadén (provincia de San Pablo) en el departamento de Cajamarca. La mina a cielo abierto de 251 kilómetros cuadrados está situada a unos 30 kilómetros (14 km en línea recta) al norte de Cajamarca, en la pampa alta, a caballo entre las cuencas hidrográficas. La operación es una empresa conjunta entre Newmont Goldcorp (51,35 % de la propiedad), Compañía de Minas Buenaventura (43,65 %) y la Corporación Financiera Internacional (5 %).
El mercurio derramado por la empresa minera ha envenenado a cientos de personas que viven cerca de la mina y contaminado las fuentes de agua locales. Miles de residentes locales han protestado contra la mina en un conflicto medioambiental que también incluye demandas en curso contra las empresas mineras. Los defensores del medio ambiente que se oponen a la mina han sido asesinados y otros han recibido amenazas de muerte.

## Historia
Los nativos quechuas conocían la existencia de oro en la zona y llamaban al río local Corimayo o 'río de oro'. Durante la expedición de Ramandi a Yanacocha en 1859, observó minas «con el nombre de Carachugo, y están en una roca de cuarzo porosa, sus túneles son muy largos...»  
En 1962, ASARCO propiedad de los Hnos. Guggenheim presentó tres reclamaciones tras su descubrimiento del yacimiento de pórfido cuprífero de Michiquillay en 1957. En 1968, Nippon Mining perforó 13 pozos de exploración. De 1970 a 1971, el Servicio Geológico Británico incluyó el distrito de Yanacocha en su estudio de reconocimiento, que mostró que el distrito contenía una anomalía significativa de plata. Esto llevó a CEDIMIN, una empresa conjunta de BRGM y la Compañía de Minas Buenaventura, a adquirir las concesiones mineras en el distrito. Las zanjas realizadas en 1982 confirmaron la existencia de una importante cantidad de plata. Newmont Mining Corporation se convirtió en el operador de la empresa conjunta en 1985 tras una visita al yacimiento en 1983 y la realización de 25 perforaciones en 1984.
En 1993, la CFI del Banco Mundial prestó 23 millones de dólares para construir Yanacocha, que entonces era copropiedad de la estadounidense Newmont, la empresa minera peruana Buenaventura y la empresa pública francesa Bureau de Recherches Géologiques et Minières (BRGM). La asociación fracasó en 1994 después de que BRGM intentara vender parte de sus acciones a una empresa australiana rival de Newmont. Tanto Newmont como Buenaventura acudirían a los tribunales para impugnar la operación. 
Larry Kurlander, entonces un alto ejecutivo de Newmont, afirmó que el presidente francés Jacques Chirac había enviado una carta al entonces presidente peruano Alberto Fujimori pidiéndole que interviniera en el caso judicial a favor de BRGM, la empresa de propiedad francesa. Newmont envió a Kurlander a Perú para intentar obtener un resultado favorable para Newmont. La batalla legal llegó finalmente a la Corte Suprema de Perú.
Durante este periodo, Kurlander reconoció haberse reunido con Vladimiro Montesinos, el jefe de los servicios de inteligencia peruanos que desde entonces ha sido declarado culpable de malversación de fondos, asunción ilegal de su cargo de jefe de los servicios de inteligencia, abuso de poder, tráfico de influencias y soborno a cadenas de televisión. Sin embargo, Kurlander afirmó que no hizo nada ilegal y que el gobierno francés tomó medidas similares para ponerse en contacto con Montesinos. El embajador francés en Perú, Antoine Blanca, lo negó, afirmando que Montesinos estaba en nómina de la CIA y que, por tanto, se pondría de parte de la empresa estadounidense. 

Tras la caída de Fujimori en 2000, aparecieron varios vídeos que Montesinos había grabado en los que aparecía reunido con varios dirigentes nacionales y extranjeros ofreciendo sobornos y aceptándolos. En octubre de 2005 Frontline, en coproducción con The New York Times, encontró una grabación de febrero de 1998 de una conversación telefónica entre Montesinos y Kurlander: 

- Kurlander: Tenemos serios problemas aquí, en el Perú, con nuestra empresa [Newmont] y la minera Buenaventura. Entonces he pedido el apoyo de algunos de mis amigos, los cuales pertenecen a una diversidad de comunidades de inteligencia. Lo necesito, especialmente, porque la otra parte [el gobierno de Francia] está actuando de una forma muy rara.
- Montesinos (a la traductora): Dile que estoy perfectamente al tanto del problema que tiene el señor y las personas que representa […] del lío que tiene en el Poder Judicial […].
- Kurlander: Entonces, ahora tiene un amigo de por vida. Quiero un amigo de por vida.
- Montesinos: Le agradezco mucho por lo que me acaba de manifestar y bueno, ya tiene un amigo.
- Montesinos (a la traductora): Yo le voy a ayudar en la votación, dile [...]. Yo puedo efectuar alguna presión sobre eso. Y bueno, quisiera saber sobre las malas artes que utilizan los franceses. ¡La French Connection!
- Kurlander: ¡La French Connection, eso es!

(Ambos se ríen). 
Junto con esta conversación telefónica, Frontline y The New York Times volvieron a difundir otros tres vídeos. Uno fue filmado en abril de 1998 y muestra a Montesinos hablando con «Don Arabian», el jefe de la estación de la CIA en Perú, en un intento de que la CIA presionara a Estados Unidos para que respaldara a Newmont en el caso. En el vídeo Montesinos afirmaba haber encontrado correos electrónicos a Perú de funcionarios franceses intentando influir en el tribunal para conseguir una decisión favorable a Francia.
Otro vídeo grabado en mayo de 1998 mostraba a Montesinos reunido con el juez de la Corte Suprema del Perú y antiguo compañero de clase, Jaime Beltrán Quiroga, en el que Montesinos decía que en el caso entre Newmont y BRGM están en juego intereses estatales. Le dijo a Quiroga que si la decisión era a favor de Newmont, Estados Unidos respaldaría a Perú en su disputa fronteriza con Ecuador que había estallado en la guerra del Cenepa unos años antes. También le dijo a Quiroga que negara a la prensa cualquier relación con él. Más tarde, Quiroga desempeñó un papel crucial, ya que su voto fue decisivo en la victoria de Newmont. Después de que el vídeo se emitiera por primera vez en una cadena de televisión local peruana en 2001, se citó al embajador francés Antoine Blanca diciendo: «Ahora sé por qué ganó Newmont».
La CFI financió la ampliación de Yanacocha en 1999, por la que recibió una participación del 5 %.

## Problemas sociales y ambientales
Newmont Mining Corporation se ha enfrentado a una importante controversia debido a un incidente de vertido de mercurio y a los consiguientes problemas medioambientales. El 2 de junio de 2000, un camión contratado que transportaba 151 kilogramos de mercurio desde la mina de Yanacocha hasta la costa del Pacífico provocó un vertido que contaminó la ciudad de Choropampa y dos pueblos cercanos. Las estimaciones del gobierno indican que más de 900 personas sufrieron envenenamiento por mercurio como consecuencia del incidente.
Los activistas medioambientales locales han hecho saltar las alarmas sobre las repercusiones más generales de las operaciones mineras. Sostienen que el uso de soluciones de cianuro en la minería ha provocado la contaminación del agua, con la consiguiente desaparición de la vida acuática, enfermedades entre el ganado, contaminación atmosférica y pérdida de plantas medicinales. Una auditoría realizada por la consultora colombiana Ingetec S. A. en 2003 confirmó cierto nivel de contaminación del agua por encima de lo aceptable y recomendó mejoras en la gestión medioambiental de Yanacocha. Sin embargo, la auditoría no abordó los supuestos efectos sobre la fauna, la flora o el ganado.
En abril de 2006, una revisión realizada por Ingetec demostró que Yanacocha había realizado progresos significativos en la aplicación de las recomendaciones de la empresa, con un 90 % de las acciones sugeridas completadas o en curso, antes de la fecha límite de 2007. A pesar de estos esfuerzos, persistió la preocupación pública por el impacto ambiental de la mina. En 2004, más de 10.000 residentes de la zona de Cajamarca protestaron contra la expansión de la mina en el cerro Quilish, una montaña fundamental para el suministro de agua de la región. Newmont suspendió temporalmente la exploración en respuesta a la protesta.
El paisaje que rodea la mina se ha alterado drásticamente desde que comenzó la expansión, un cambio que no ha pasado desapercibido para la población local. Las ramificaciones legales del vertido de mercurio siguieron desarrollándose a lo largo de los años. Tras una batalla legal de tres años para evitar que el caso llegara a los tribunales estadounidenses, Newmont aceptó en 2004 participar en conversaciones para llegar a un acuerdo. Sin embargo, estas conversaciones no dieron lugar a una resolución y, en 2008, la Corte Suprema de Perú confirmó los acuerdos de conciliación con algunos demandantes. En 2010, Newmont informó de reclamaciones sin resolver de aproximadamente 200 demandantes.
El incidente también dio lugar a reclamaciones ante el CAO de la Corporación Financiera Internacional (CFI)/Organismo Multilateral de Garantía de Inversiones (OMGI). A partir de 2001, la CAO facilitó reuniones con las partes interesadas locales, que condujeron a la formación de una mesa para el diálogo y el patrocinio de un estudio sobre el agua. La participación de la CAO concluyó en 2006 con un informe que resumía los avances en las preocupaciones de la comunidad.
Las tensiones aumentaron en agosto de 2006, cuando estallaron protestas por la expansión del pozo Carachugo de Yanacocha y la construcción de la represa El Azufre, cerca de Combayo. La comunidad local temía la contaminación del agua y se sentía excluida de los beneficios económicos del proyecto minero. Los enfrentamientos entre la Policía, la seguridad privada y los agricultores se saldaron con heridos y la muerte del agricultor local Isidro Llanos Canvar. El pozo Carachugo II se cerró temporalmente debido a las protestas que exigían una investigación sobre la muerte de Isidro.
En noviembre de 2006, fue asesinado el ecologista Edmundo Becerra Corina, firme detractor de Yanacocha. Su muerte se produjo poco antes de una reunión programada con el Ministerio peruano de Energía y Minas. La ONG ecologista Grufides, que apoyaba la oposición a la mina, investigó los asesinatos y ayudó a las familias de los manifestantes heridos y fallecidos. Dos miembros de esta ONG denunciaron amenazas de muerte y vigilancia, que posteriormente se relacionaron con personas asociadas a FORZA, la empresa de seguridad contratada por Newmont. Newmont negó cualquier implicación en estas actividades, pero Amnistía Internacional emitió una acción urgente ante la preocupación por la seguridad de los asociados de Grufides.
El conflicto continuó en 2007, cuando las fuerzas de seguridad privadas hirieron y detuvieron a campesinos locales, incluidos menores de edad, durante una protesta en el pueblo de Totoracocha. Los campesinos protestaban contra Yanacocha por los salarios impagados por trabajos de construcción, lo que provocó un enfrentamiento con el personal de seguridad de la empresa minera.